# Sinfonia n.º 6 (Mahler)
A Sinfonia n.º 6 em lá menor de Gustav Mahler, por vezes referida como Trágica, foi composta entre 1903 e 1904. A partir da Quinta Sinfonia, Mahler toma temporariamente outra direção musical renunciando não apenas à voz humana mas também aos programas destinados a facilitar a compreensão das suas obras.
A "sexta" é a única entre as sinfonias de Mahler que termina de forma inequivocamente trágica. Mahler foi um compositor com claras conotações "trágicas", mas o facto é que a maior parte das suas sinfonias termina de forma triunfante (n.º 1, 2, 3, 5, 7 e 8), enquanto outras terminam com um clima de alegria (n.º 4), tranquila resignação (n.º 9) ou calma radiante (n.º 10). A conclusão trágica, até niilista da n.º 6 é considerada como particularmente inesperada, já que a obra foi composta numa etapa especialmente feliz da vida de Mahler: tinha casado com Alma Schindler em 1902, e durante o decurso da composição nasceu Anna, a sua segunda filha.
Talvez devido à complexidade ou ao carácter especialmente severo, de rutura e pessimista, a sexta não figura entre as sinfonias mais populares de Mahler para o público em geral. É, no entanto, reconhecida por muitos como uma das suas melhores obras, e é considerada como uma sinfonia que exige um grande estudo por parte dos maestros e das orquestras. Alban Berg e Anton Webern elogiaram-na depois da primeira audição, e para Berg era "a única sexta, apesar da Pastoral", enquanto que Webern a dirigiu várias vezes.
A sinfonia tem quatro movimentos:
- Allegro energico, ma non troppo. Heftig, aber markig
- Andante moderato
- Scherzo: Wuchtig
- Finale. Allegro moderato — Allegro energico

## Instrumentação
A sinfonia é compostas para:
- 5 flautas, uma dobrando flautim.
- 5 oboés, um dobrando corno inglês.
- 5 clarinetes, um dobrando a clarinete baixo e outro um clarinete em mi bemol.
- 5 fagotes, um dobrando contrafagote.
- 8 trompa.s
- 6 trompetes.
- 4 trombones.
- 1 tuba.
- Glockenspiel, chocalhos, xilofone.
- bombo, triângulo, caixa, prato, chicote, gongo, baqueta.
- 1 martelo.
- 2/4 harpas.
- celesta.
- violinos, primeiros e segundos.
- violas.
- violoncelos.
- contrabaixos.

Nunca antes se tinha usado numa sinfonia dois destes instrumentos: a celesta, que Mahler descobrira em 1903, e o xilofone, que não utilizaria depois. O chocalho ou caneca de vaca simboliza a solidão humana na natureza; o martelo, o destino; o xilofone, o riso do diabo; os graves sinos, um credo religioso.
No caso do "martelo" (Hammerschlag) que se escuta até três vezes no movimento final, Mahler estabelece que o seu som deve ser um golpe curto e potente, mas não metálico. Tal constitui um problema para a interpretação da obra, pois um martelo sem nenhuma caixa de ressonância seria dificilmente audível longe da orquestra. Na versão final da obra, Mahler eliminou o terceiro golpe de martelo, o que diz muito da importância simbólica que o autor atribuía a estes "golpes do destino". Atualmente costuma utilizar-se uma grande caixa oca de madeira, que se golpeia com um grande martelo, também de madeira. Alban Berg utilizou este instrumento nas suas 3 Orchesterstücken, Op. 6.

## Estreias
- Estreia mundial: 27 de maio de 1906, dirigida pelo compositor em Essen.
- Estreia nos Países Baixos: 16 de setembro de 1916, Amesterdão, com a Orquestra do Concertgebouw dirigida por Willem Mengelberg.
- Estreia nos Estados Unidos: 11 de dezembro de 1947 em Nova Iorque, direção de Dimitris Mitropoulos.
- Estreia de gravações: F. Charles Adler com a Orquestra Sinfónica de Viena, 1952.